# Pterois brevipectoralis
Pterois brevipectoralis és una espècie de peix pertanyent a la família dels escorpènids.

## Hàbitat
És un peix marí, demersal i de clima tropical que viu entre 70-80 m de fondària.

## Distribució geogràfica
Es troba a l'oceà Índic occidental: 10° 02′ S, 61° 37′ E.

## Observacions
És inofensiu per als humans.